# Ghetto Cowboy
Ghetto Cowboy ist das sechste Soloalbum des US-amerikanischen Rappers Yelawolf. Es erschien am 1. November 2019 über sein eigenes Independent-Label Slumerican Records zum Download und Streaming. Anfang 2020 wurde es auf der Internetseite von Slumerican auch als CD veröffentlicht. Das Album ist das erste seit seiner Trennung von Eminems Label Shady Records wenige Monate zuvor.

## Produktion
An der Produktion des Albums waren neben Yelawolf sieben Musikproduzenten beteiligt, von denen Jim Jonsin mit vier Liedern die meisten produzierte. Weitere Musik stammt von DJ Paul, DJ Klever, Brian Jones, Mike Hartnett, Twhy und Kenneth Pruitt.

## Covergestaltung
Das Albumcover zeigt Yelawolf, der einen Hut und eine Sonnenbrille trägt und dem Betrachter den Rücken zuwendet. Er sitzt auf einem Motorrad, das auf einer sonnigen Wiese steht und zündet sich eine Zigarette an. Auf der Rückenlehne seines Motorrads befindet sich der Schriftzug SLUM. Auf weitere Schriftzüge wurde verzichtet.

## Gastbeiträge
Lediglich auf drei Titeln des Albums sind neben Yelawolf weitere Künstler vertreten. So ist DJ Paul auf dem Skit A Message from DJ Paul sowie dem Song Country Rich zu hören. Die Rapper Cook Up Boss und Big Henri sind an Keep on Rollin beteiligt.

## Titelliste
| #  | Titel                  | Gastbeiträge            | Produzent                           | Länge |
| -- | ---------------------- | ----------------------- | ----------------------------------- | ----- |
| 1  | Mama Wolf              |                         | Yelawolf                            | 1:27  |
| 2  | Unnatural Born Killer  |                         | Brian Jones                         | 3:16  |
| 3  | Opie Taylor            |                         | DJ Klever, Yelawolf                 | 3:52  |
| 4  | Box Chevy 7            |                         | Mike Hartnett, Yelawolf             | 4:04  |
| 5  | Here I Am              |                         | Jim Jonsin, Mike Hartnett, Yelawolf | 3:52  |
| 6  | Still Ridin’           |                         | DJ Klever, Yelawolf                 | 2:54  |
| 7  | Lightning              |                         | Mike Hartnett, Yelawolf             | 4:35  |
| 8  | Renegades              |                         | Jim Jonsin, Yelawolf                | 3:41  |
| 9  | So Long                |                         | Jim Jonsin                          | 3:55  |
| 10 | You and Me             |                         | Jim Jonsin                          | 4:02  |
| 11 | A Message from DJ Paul | DJ Paul                 | Yelawolf                            | 0:53  |
| 12 | Country Rich           | DJ Paul                 | DJ Paul, Twhy                       | 3:53  |
| 13 | Keep on Rollin         | Cook Up Boss, Big Henri | DJ Klever                           | 4:14  |
| 14 | Ghetto Cowboy          |                         | Brian Jones, Kenneth Pruitt         | 5:25  |

## Chartplatzierungen und Singles
Ghetto Cowboy stieg am 16. November 2019 für eine Woche auf Platz 76 in die US-amerikanischen Albumcharts ein. In den deutschen Charts konnte es sich nicht platzieren.
| ChartsChartplatzierungen       | Höchstplatzierung | Wochen |
| ------------------------------ | ----------------- | ------ |
| Vereinigte Staaten (Billboard) | 76 (1 Wo.)        | 1      |

Die erste Single Unnatural Born Killer wurde am 9. August 2019 zum Download veröffentlicht. Die zweite Auskopplung Opie Taylor erschien am 11. Oktober 2019. Beide Lieder konnten sich nicht in den Charts platzieren. Neben Musikvideos zu beiden Singles wurden auch Videos zu You and Me, Lightning, Still Ridin’, Country Rich und Ghetto Cowboy gedreht.

## Rezeption
| Professionelle Bewertungen | Professionelle Bewertungen |
| -------------------------- | -------------------------- |
| Kritiken                   |                            |
| Quelle                     | Bewertung                  |
| zweidrittelkrach.de        | [ 3 ]                      |

Auf der Internetseite zweidrittelkrach.de wurde Ghetto Cowboy mit sechs von möglichen zehn Punkten bewertet. Das Album beinhalte „gewohnt gutes Storytelling“ von Yelawolf, der sich „auf jeden Fall zur Elite im Songwriting zählen“ könne. Allerdings sei die zweite Hälfte des Albums „deutlich schwächer“ als die erste und wirke „ein bisschen sehr weich, sehr melancholisch und traurig.“